# NGC 114
NGC 114 este o galaxie lenticulară care se află în constelația Balena. A fost descoperită în 23 septembrie 1867 de către astronomul Truman Henry Safford. Are un diametru de aproximativ 49.000 ani-lumină și se află la aproximativ 195 de milioane de ani-luimnă de Pământ.